# Drassyllus notonus
Drassyllus notonus är en spindelart som beskrevs av Chamberlin 1928. Drassyllus notonus ingår i släktet Drassyllus och familjen plattbuksspindlar. Inga underarter finns listade i Catalogue of Life.